# Cosmos Incorporated
Cosmos Incorporated est un roman de science-fiction de l'écrivain français naturalisé canadien Maurice G. Dantec paru le 1er août 2005.

## Résumé
Dans la veine de son exploration du monde qualifié de « post-humain », l'auteur entraîne le lecteur vers une zone trouble du monde formaté qui s'est installé après les dévastations du « Grand Djihad » : la ville de Grande Jonction et son cosmodrome privé.
En 2057, le monde dirigé par l'UMHU est en fait totalement contrôlé par les machines, puisque les hommes eux-mêmes sont devenus des machines ou des pièces de machines. Toute transcendance éliminée, le règne de la technique est absolu.
Le tueur d'élite Plotkine arrive à Grande Jonction pour en assassiner le maire. Du moins le croit-il jusqu'à ce que des textes théologiques s'inscrivent sur les murs de sa chambre de l'hôtel Laïka.  

## Commentaire
Dans Cosmos Incorporated, Maurice Dantec utilise un procédé narratif facilitant l'identification du lecteur à son personnage principal, Sergueï Plotkine. Après avoir vu sa mémoire effacée par son employeur afin de lui permettre de passer les contrôles de sécurité d'un astroport, le tueur doit en effet retrouver sa mémoire (et le but de sa mission) au fil des jours tout en découvrant un univers qui lui est encore totalement inconnu.